# Máximo Honorato
Máximo Honorato Álamos (Santiago, 17 de junio de 1940) es un ingeniero, empresario, dirigente gremial y político chileno, que se desempeñó como alcalde de la comuna de Santiago durante el último año de la dictadura militar que lideró el general Augusto Pinochet entre 1973 y 1990.

## Primeros años
Sus padres fueron Máximo Honorato Cienfuegos y Rosa Álamos Pérez. Se formó como ingeniero civil en la Universidad de Chile de la capital, casa de estudios en la que también obtendría una mención en hidráulica. Desde 1965 fue socio, gerente general y vicepresidente ejecutivo de Captagua Ingeniería.

### Matrimonio
Contrajo matrimonio con Nela María Celis Kunica. 

## Vida pública
Entre 1980 y 1982, en medio de una fuerte crisis económica en el país y en la región, se desempeñó como presidente de la Cámara Chilena de la Construcción.
A fines de 1988, el general Augusto Pinochet lo nombró alcalde de la comuna de Santiago, cargo que ocupó en plenitud a partir desde enero de 1989 hasta marzo de 1990, fecha del retorno de la democracia al país.
Entre los años 2000 y 2003 fue director de la empresa Montajes Tecsa. Posteriormente ingresó al directorio de la matriz, Empresas Tecsa. Ha sido también director de Financiera Fusa, Aseguradora Magallanes, Isapre Consalud, Banco Concepción, Soletanche Bachy Chile e Icare.
A nivel gremial, fue presidente de la Federación Interamericana de la Industria de la Construcción y del Colegio de Ingenieros de Chile.